# John McKeithen
John Julian McKeithen, né le 28 mai 1918 et mort le 4 juin 1999, gouverneur de la Louisiane du 12 mai 1964 au 2 mai 1972, Démocrate.